# Cras (Isère)
Cras település Franciaországban, Isère megyében. Lakosainak száma 418 fő (2022. január 1.). Cras Vatilieu, Chantesse, La Forteresse, Morette és Poliénas községekkel határos.

## Népesség
A település népességének változása:
| Lakosok száma | 210  | 206  | 223  | 408  | 458  | 448  | 438  | 432  | 431  | 418  |
|               | 1968 | 1982 | 1990 | 2006 | 2013 | 2015 | 2017 | 2019 | 2020 | 2022 |